# Densastroma pexisum
Densastroma pexisum és una espècie extinta de porífer de la classe Stromatoporoidea. Va viure durant el Wenlockià (Silurià) i actualment està extingit, només trobant-se en forma de fòssil en illes del Golf de Riga i del Mar Bàltic.